# 戒 (ミュージシャン)
戒（かい、1981年10月28日 - ）は日本のドラマー。ヴィジュアル系バンド、the GazettEのメンバー兼リーダー。血液型はB型、徳島県出身。

## 略歴
- 徳島県にて生まれる。

- 小学生の頃、ジャズ喫茶に行った時にドラムに圧倒されて「ドラムをやりたい」と思ったことから親にジャズドラマーを紹介してもらったが、背が低くて足が届かず、挫折。高校になって再開したが、セットを持っていなかったため、机やフライパン、雑誌などを叩いていた。

- 2002年頃、the GazettEのライヴに行った時、the GazettEの幅広い音楽性に「自由に叩ける」と第一印象を持っていたが、その後加入し現在に至る。以前のドラマーである由寧が結成後すぐに脱退してしまい、その時ライヴを観に来ていた戒がRUKIに誘われ、メンバーになることになった。

## 人物
- 影響を受けたバンドはLUNA SEA。
- 最初は東京生まれの東京育ち、アメリカニュージャージー州出身、オーストラリア出身と色々言っていたが、母親が雑誌の発言を見て徳島生まれと言う事が発覚。後に徳島県出身と修正された。
- 変則リズムなどを多用したプレイスタイルについてメンバー曰く、「戒はライヴで本領発揮するタイプのドラマーだ」と発言。
- 忘れ物が多いといい、実際にライブDVDのインタビューでその事について自身も語っている。
- DIMSCENEのツアー辺りから自身が納得するドラミングをする為の体作りを始めており、「足を1.5倍くらい太くしたい。」と発言している。

## 使用機材
- Pearlのカーボンプライ・メイプル・シェルモデル

2004年1月のSHIBUYA-AX公演より2007年3月の横浜アリーナ公演まで使用していたドラムセット。サイズはバスドラが24、タムが12と13、フロアタムが18。
- dwのドラムセット

2007年の「STACKED RUBBISH」のツアーよりメインで愛用しているドラムセット。サイズはバスドラが22、タムが10と12、フロアタムが16。また、2008年の富士急ハイランド公演よりツーバス･セット+トリガーシステムを使用している。サイズはバスドラが22×2、フロント・タムが10、12、14、フロア・タムが16。
- dw9000

パール時代から一貫して愛用しているペダル。ワンバス時代はツインペダルだった
- Pearl 樋口宗孝モデル

ライブでの激しい曲用で使っている樋口宗孝モデルのスネアドラム。
またシンバルは昔ジルジャンを中心に使用していたが、現在はマイネルのシンバルを使用している